# (38132) 1999 JX47
1999 JX47 (asteroide 38132) é um asteroide da cintura principal. Possui uma excentricidade de 0.04410010 e uma inclinação de 4.24354º.
Este asteroide foi descoberto no dia 10 de maio de 1999 por LINEAR em Socorro.